# ژاک ابر
ژاک رنه ابر (فرانسوی: Jacques Hébert‎; ۱۵ نوامبر ۱۷۵۷ – ۲۴ مارس ۱۷۹۴) روزنامه‌نگار، نویسنده و سیاستمدار دوران انقلاب فرانسه بود.
وی که از سال ۱۷۹۲ تا ۱۷۹۴ عضو کنوانسیون ملی فرانسه بوده در دادگاه انقلابی محاکمه شد و در ۲۴ مارس ۱۷۹۴ با گیوتین اعدام و در گورستان مدلین دفن شد. همسر ژاک ابر نیز در ۱۳ آوریل ۱۷۹۴ اعدام شد.